# GJ 758
GJ 758 — звезда, которая находится в созвездии Лира на расстоянии около 50 световых лет от нас. Вокруг звезды обращается, как минимум, один коричневый карлик и кандидат в коричневые карлики.

## Характеристики
GJ 758 представляет собой жёлтый карлик, имеющий массу и радиус, равные 97 % и 88 % солнечных соответственно. Возраст звезды оценивается в 7,7-8,7 миллиардов лет.

## Планетная система
В 2009 году астрономы обнаружили с помощью телескопа Субару субзвёздный объект GJ 758 B массой в 20 масс Юпитера, обращающийся на расстоянии 54,5 а. е. от родительской звезды. На данный момент трудно определить, является ли объект планетой. Судя по массе, скорее, это коричневый карлик — «субзвезда», имеющая слишком малую массу, чтобы поддерживать стабильную термоядерную реакцию. На фотографиях, полученных телескопом Субару, был также обнаружен ещё один субзвёздный объект, получивший наименование GJ 758 C. Однако требуются дополнительные наблюдения, чтобы подтвердить его существование.